# Sindicato Nacional de Trabajadores de la Industria de Alimentos
Sindicato Nacional de Trabajadores del Sistema Agroalimentario (SINALTRAINAL) es un sindicato colombiano de la industria de alimentos fundado en 1982 y filial de la Central Unitaria de Trabajadores de Colombia. Agremia a obreros de la industria alimenticia, especialmente de las multinacionales Coca Cola y Nestlé.
Afirma haber documentado el secuestro, tortura y muerte de algunos de sus miembros. Es el principal motor del movimiento Killer Coke que ha resultado en el boicot de la venta de la bebida en algunas universidades estadounidenses.